# Barueri Volleyball Club 2021-2022
Questa voce raccoglie le informazioni riguardanti il Barueri Volleyball Club nella stagione 2021-2022.

## Stagione
Il Barueri Volleyball Club gioca nell'annata 2021-22 senza alcun nome sponsorizzato, utilizzando quindi la denominazione ufficiale del club, dopo la conclusione dell'accordo di sponsorizzazione da parte del club calcistico del San Paolo.
Partecipa alla Superliga Série A, collocandosi al settimo posto in regular season: partecipa quindi ai play-off scudetto, eliminato ai quarti di finale dal Minas, chiudendo pertanto con un settimo posto finale.
In Coppa del Brasile esce di scena sempre ai quarti di finale e ancora per mano del Minas, risultando ottavo classificato.
In ambito statale raggiunge la finale del Campionato Paulista, sconfitto dall'Osasco.

## Organigramma societario
Area direttiva
- Presidente: Luiz Carlos Biazi
- Vicepresidente: Anna Carolina Araujo Guimarães Wroclawski
- Supervisore: Benedito Geraldo Crispi
- Tesoriere: Anna Carolina Araujo Guimarães Wroclawski

Area tecnica
- Allenatore: José Roberto Guimarães
- Secondo allenatore: Wágner Fernandes
- Assistente allenatore: Alexandre Gomes, Fabiano Marques Santos
- Preparatore atletico: José Elias de Proença, Caique Bonafé Botelho

Area sanitaria
- Fisioterapista: Fernando Alvez Fernandes

## Rosa
| N° | Nome               | Ruolo | Data di nascita  | Nazionalità sportiva |
| -- | ------------------ | ----- | ---------------- | -------------------- |
| 1  | Vivian Lima        | P     | 14 ottobre 1999  | Brasile              |
| 2  | Diana Alecrim      | C     | 22 febbraio 1999 | Brasile              |
| 3  | Eduarda Sanglard   | P     | 15 maggio 2003   | Brasile              |
| 5  | Glayce Vasconcelos | S     | 28 gennaio 1998  | Brasile              |
| 6  | Ana Luiza Rüdiger  | S     | 2 gennaio 2003   | Brasile              |
| 7  | Lorrayna da Silva  | O     | 19 giugno 1999   | Brasile              |
| 8  | Jheovana Sebastião | O     | 10 gennaio 2001  | Brasile              |
| 9  | Lívia Lima         | C     | 8 giugno 2003    | Brasile              |
| 10 | Lorena Viezel      | C     | 21 luglio 1999   | Brasile              |
| 11 | Karina Barbosa     | S     | 30 novembre 1998 | Brasile              |
| 12 | Larissa Besen      | C     | 2 marzo 2001     | Brasile              |
| 13 | Jackeline Moreno   | P     | 30 dicembre 1999 | Brasile              |
| 14 | Laís Vasques       | L     | 12 febbraio 1996 | Brasile              |
| 15 | Paulina de Souza   | L     | 9 luglio 1999    | Brasile              |
| 16 | Karoline Tormena   | S     | 21 marzo 1996    | Brasile              |
| 18 | Gabriela Carneiro  | S     | 23 aprile 2003   | Brasile              |
| 19 | Cauane Queiroz     | L     | 30 gennaio 2001  | Brasile              |
| 20 | Stephany Morete    | S     | 30 agosto 2003   | Brasile              |

## Statistiche

### Statistiche di squadra
| Competizione      | Punti | In casa | In casa | In casa | In trasferta | In trasferta | In trasferta | Totale | Totale | Totale |
| Competizione      | Punti | G       | V       | P       | G            | V            | P            | G      | V      | P      |
| ----------------- | ----- | ------- | ------- | ------- | ------------ | ------------ | ------------ | ------ | ------ | ------ |
| Superliga Série A | 35    | 12      | 7       | 5       | 12           | 5            | 7            | 24     | 12     | 12     |
| Coppa del Brasile | -     | 0       | 0       | 0       | 1            | 0            | 1            | 1      | 0      | 1      |
| Totale            | -     | 12      | 7       | 5       | 13           | 5            | 8            | 25     | 12     | 13     |

### Statistiche dei giocatori
| Giocatrice     | Superliga Série A | Superliga Série A | Superliga Série A | Superliga Série A | Superliga Série A |
| Giocatrice     | P                 | PT                | AV                | MV                | BV                |
| -------------- | ----------------- | ----------------- | ----------------- | ----------------- | ----------------- |
| D. Alecrim     | 22                | 196               | 106               | 76                | 14                |
| K. Barbosa     | 22                | 274               | 240               | 25                | 9                 |
| L. Besen       | 8                 | 22                | 6                 | 15                | 1                 |
| G. Carneiro    | 2                 | 1                 | 1                 | 0                 | 0                 |
| L. da Silva    | 22                | 354               | 308               | 32                | 14                |
| P. de Souza    | 20                | 1                 | 0                 | 0                 | 1                 |
| L. Lima        | 0                 | 0                 | 0                 | 0                 | 0                 |
| V. Lima        | 22                | 6                 | 1                 | 1                 | 4                 |
| J. Moreno      | 22                | 27                | 9                 | 8                 | 10                |
| S. Morete      | 0                 | 0                 | 0                 | 0                 | 0                 |
| C. Queiroz     | 1                 | 0                 | 0                 | 0                 | 0                 |
| A.L. Rüdiger   | 18                | 1                 | 1                 | 0                 | 0                 |
| E. Sanglard    | 0                 | 0                 | 0                 | 0                 | 0                 |
| J. Sebastião   | 7                 | 7                 | 5                 | 1                 | 1                 |
| K. Tormena     | 21                | 26                | 24                | 2                 | 0                 |
| G. Vasconcelos | 22                | 231               | 201               | 27                | 3                 |
| L. Vasques     | 21                | 0                 | 0                 | 0                 | 0                 |
| L. Viezel      | 22                | 203               | 129               | 65                | 9                 |

P = presenze; PT = punti totali; AV = attacchi vincenti; MV = muri vincenti; BV = battute vincenti

NB: Non sono disponibili i dati relativi alla Coppa del Brasile e, di conseguenza, quelli totali.